# Херман, Артур
Артур Л. Херман (англ. Arthur L. Herman; род. 1956) — американский историк и автор книг по популярной истории. Старший научный сотрудник Института Хадсона.

## Биография
Сын Артура Л. Хермана — исследователя санскрита, профессора философии в Висконсинском университете. Получил степень бакалавра в Университете Миннесоты, степень магистра и доктора философии по истории Университета Джонса Хопкинса. Провёл семестр в Эдинбургском университете в Шотландии. Диссертация была посвящена политическим взглядам французских гугенотов начала 17-го века.
В конце 1980-х и начале 1990-х годов преподавал в университете Sewanee, Университете Джорджа Мейсона и Джорджтауне. Был основателем и координатором «Программы западного наследия» в Смитсоновском кампусе.
Книга Хермана о шотландском просвещении «How the Scots Invented the Modern World» (2001) стала бестселлером по версии New York Times .
Книга Gandhi and Churchill: The Epic Rivalry that Destroyed an Empire and Forged Our Age, вошла в шортлист Пулитцеровской премии 2009 года.

## Семья
В 1987 году женился на Бет Марле Варшофски, они проживают в Шарлоттсвилле, штат Вирджиния.